# Peer Scheer
Peer Scheer (* 22. Februar 1983 in Hamburg) ist ein ehemaliger deutscher Basketballspieler.

## Werdegang
Scheer, zu dessen Stärken der Distanzwurf und die Verteidigung gehörten, weckte als Spieler im Nachwuchsbereich des Eimsbütteler TV das Interesse das Talentsichter des Deutschen Basketball Bunds und nahm als Heranwachsender an Lehrgängen der deutschen Jugendnationalmannschaften teil. 1999 bestritt er Länderspiele für die deutsche Kadetten-Nationalmannschaft. Scheer gelang zur Saison 2000/01 der Sprung von der Jugend ins erweiterte Aufgebot des BCJ Hamburg für die Basketball-Bundesliga, im Bundesliga-Sonderheft 2000/01 der Fachzeitschrift Basketball wurde der 1,93 Meter große Scheer als „Ausnahmetalent“ bezeichnet. Er bestritt im Laufe der Saison 2000/01 drei Bundesliga-Spiele für Hamburg, Verletzungen warfen ihn zurück. In der Saison 2001/02 war er Mitglied der Mannschaft des BCJ Hamburg, die den Meistertitel in der 2. Basketball-Bundesliga Nord gewann. Mit dem BCJ-Nachfolgeverein BC Hamburg trat Scheer in den Spieljahren 2002/03 und 2003/04 in der 1. Regionalliga an.